# Fantasmas (canción)
«Fantasmas» es una canción-sencillo escrito por Alejandro Sergi e interpretado por el mismo en 2014. Fue lanzado como el segundo sencillo oficial del sexto disco de la banda Miranda! titulado Safari.

## Posicionamiento en listas
| Listas (2005)            | Mejor posición |
| ------------------------ | -------------- |
| Argentina (CAPIF)        | 12             |
| Mexico (America Top 100) | 50             |
| Peru (America Top 100)   | 28             |